# Quách Canh Mậu
Quách Canh Mậu (tiếng Trung: 郭庚茂; bính âm: Guō Gēngmào; sinh tháng 12 năm 1950) là chính khách nước Cộng hòa Nhân dân Trung Hoa. Ông từng là Bí thư Tỉnh ủy tỉnh Hà Nam kiêm Chủ nhiệm Ủy ban Thường vụ Đại hội đại biểu nhân dân tỉnh Hà Nam, Tỉnh trưởng Chính phủ Nhân dân tỉnh Hà Nam ở miền trung của Trung Quốc và Tỉnh trưởng Chính phủ Nhân dân tỉnh Hà Bắc ở quê hương ông.

## Tiểu sử

### Thân thế
Quách Canh Mậu là người Hán sinh tháng 12 năm 1950, người Ký Châu, tỉnh Hà Bắc.

### Giáo dục
Tháng 9 năm 1982 đến tháng 9 năm 1984, Quách Canh Mậu theo học chuyên ngành chính trị học khoa chính trị quốc tế ở Đại học Bắc Kinh.
Tháng 9 năm 1995 đến tháng 7 năm 1998, ông theo học lớp nghiên cứu sinh tại chức chuyên ngành kinh tế chính trị ban nghiên cứu sinh ở Trường Đảng Trung ương Đảng Cộng sản Trung Quốc.

### Sự nghiệp
Tháng 3 năm 1972, Quách Canh Mậu gia nhập Đảng Cộng sản Trung Quốc.
Quách Canh Mậu thời trẻ công tác tổ chức đảng của Đảng Cộng sản Trung Quốc tại quê hương, tháng 11 năm 1975 tham gia công tác, ông nhậm chức Phó Bí thư Đảng ủy công xã Thành Quan thuộc huyện Ký, tỉnh Hà Bắc.
Tháng 1 năm 1980, ông được bổ nhiệm làm Phó Bí thư Đảng ủy công xã Bá Nha thuộc huyện Ký, quyền Chủ nhiệm Ủy ban Cách mạng công xã rồi nhậm chức Chủ nhiệm Ủy ban Cách mạng công xã Bá Nha kiêm Bí thư Đảng ủy công xã Bá Nha.
Tháng 9 năm 1984, sau khi tốt nghiệp, Quách Canh Mậu lại trở về Hà Bắc tiếp tục tại cơ sở nhậm chức Phó Bí thư Huyện ủy Tảo Cường, huyện trưởng Chính phủ huyện Tảo Cường. Tháng 9 năm 1988, ông được bổ nhiệm làm Bí thư Huyện ủy Tảo Cường.
Tháng 12 năm 1991, ông được bổ nhiệm làm Phó Bí thư Địa ủy địa khu Hình Đài, tỉnh Hà Bắc. Tháng 7 năm 1992, ông kiêm nhiệm chức vụ Phó Chuyên viên Cơ quan hành chính Địa khu Hình Đài.
Tháng 6 năm 1993, sau khi địa khu Hình Đài được nâng cấp thành địa cấp thị, Quách Canh Mậu lại nhậm chức Ủy viên Ban Thường vụ Thành ủy Hình Đài, Phó Thị trưởng Chính phủ nhân dân thành phố Hình Đài. Sau một năm, tháng 11 năm 1994, ông được bổ nhiệm giữ chức Phó Bí thư Thành ủy Hình Đài, Thị trưởng Chính phủ nhân dân thành phố Hình Đài.
Tháng 12 năm 1997, ông nhậm chức thành viên Ban Cán sự Đảng Chính phủ nhân dân tỉnh Hà Bắc. Tháng 1 năm 1998, ông kiêm nhiệm chức vụ Phó Tỉnh trưởng Chính phủ nhân dân tỉnh Hà Bắc. Sau 2 năm, tháng 12 năm 2000, ông được bầu làm Ủy viên Ban Thường vụ Tỉnh ủy Hà Bắc kiêm Phó Bí thư Ban Cán sự Đảng Chính phủ nhân dân tỉnh Hà Bắc, Phó Tỉnh trưởng Chính phủ nhân dân tỉnh Hà Bắc. Ngày 14 tháng 11 năm 2002, tại phiên bế mạc của Đại hội Đảng Cộng sản Trung Quốc lần thứ 16, Quách Canh Mậu được bầu làm Ủy viên dự khuyết Ban Chấp hành Trung ương Đảng Cộng sản Trung Quốc khóa XVI.
Tháng 10 năm 2006, Quách Canh Mậu được bổ nhiệm làm Phó Bí thư Tỉnh ủy Hà Bắc, kế nhiệm ông Quý Doãn Thạch nhậm chức Bí thư Ban Cán sự Đảng Chính phủ nhân dân tỉnh Hà Bắc, quyền Tỉnh trưởng Chính phủ nhân dân tỉnh Hà Bắc. Tháng 1 năm 2007, ông chính thức được bầu giữ chức vụ Tỉnh trưởng Chính phủ nhân dân tỉnh Hà Bắc. Ngày 21 tháng 10 năm 2007, tại Đại hội Đảng Cộng sản Trung Quốc lần thứ 17, ông được bầu làm Ủy viên chính thức Ủy ban Trung ương Đảng Cộng sản Trung Quốc khóa XVII.
Tháng 3 năm 2008, Quách Canh Mậu được luân chuyển làm Phó Bí thư Tỉnh ủy Hà Nam, tỉnh ở miền trung của Trung Quốc và được đề cử đảm nhiệm chức Tỉnh trưởng Chính phủ nhân dân tỉnh Hà Nam. Tháng 4 năm 2008, Ủy ban Thường vụ Đại hội đại biểu nhân dân tỉnh Hà Nam bổ nhiệm Quách Canh Mậu làm Phó Tỉnh trưởng Chính phủ nhân dân tỉnh Hà Nam, quyền Tỉnh trưởng Chính phủ nhân dân tỉnh Hà Nam. Ngày 17 tháng 1 năm 2009, ông chính thức được bầu giữ chức vụ Tỉnh trưởng Chính phủ nhân dân tỉnh Hà Nam.
Ngày 14 tháng 11 năm 2012, tại phiên bế mạc của Đại hội Đảng Cộng sản Trung Quốc lần thứ 18, ông được bầu lại là Ủy viên Ủy ban Trung ương Đảng Cộng sản Trung Quốc khóa XVIII. Ngày 20 tháng 3 năm 2013, Ủy ban Trung ương Đảng Cộng sản Trung Quốc quyết định bổ nhiệm Quách Canh Mậu làm Bí thư Tỉnh ủy Hà Nam. Tháng 4 năm 2013, ông được bầu kiêm nhiệm chức vụ Chủ nhiệm Ủy ban Thường vụ Đại hội đại biểu nhân dân tỉnh Hà Nam.
Ngày 26 tháng 3 năm 2016, nguyên nhân do ở tuổi tác, Quách Canh Mậu được miễn nhiệm chức danh Ủy viên Tỉnh ủy, Ủy viên Ban Thường vụ Tỉnh ủy và Bí thư Tỉnh ủy Hà Nam. Thay thế ông ở vị trí Bí thư Tỉnh ủy Hà Nam là Tỉnh trưởng Chính phủ nhân dân tỉnh Hà Nam Tạ Phục Chiêm.
Ngày 28 tháng 4 năm 2016, hội nghị lần thứ 20 của Ủy ban Thường vụ Đại hội đại biểu Nhân dân toàn quốc khóa XII nhiệm kỳ 2013 đến năm 2018 thông qua bổ nhiệm Quách Canh Mậu làm Phó Chủ nhiệm Ủy ban Nông nghiệp và Nông thôn của Đại hội đại biểu Nhân dân toàn quốc (Quốc hội Trung Quốc).
Tháng 1 năm 2018, Quách Canh Mậu được bầu là Ủy viên Ủy ban Toàn quốc Hội nghị Hiệp thương Chính trị Nhân dân Trung Quốc khóa XIII nhiệm kỳ 2018 đến năm 2023. Ngày 16 tháng 3 năm 2018, hội nghị lần thứ nhất của Ủy ban Thường vụ Ủy ban Toàn quốc Hội nghị Hiệp thương Chính trị Nhân dân Trung Quốc thông qua bổ nhiệm ông làm Phó Chủ nhiệm Ủy ban Đề án của Ủy ban Toàn quốc Chính hiệp khóa XIII nhiệm kỳ 2018 đến năm 2023.